# Katara (métro de Doha)
Pour les articles homonymes, voir Katara (homonymie).
Katara (en arabe : كتارا) est une station sur la Ligne Rouge du métro de Doha. Elle est ouverte en 2019.

## Histoire
La station est mise en service le 10 décembre 2019.

## Services aux voyageurs

### Intermodalité
- Metroexpress: Al Gassar 66 & Legtaifiya, West Bay Lagoon, Doha Golf Club,The International School of Choueifat, Newton International School, Katara Cultural Village